# ایوان کوستوف
ایوان کوستوف (بلغاری: Иван Йорданов Костов؛ زادهٔ ۲۳ دسامبر ۱۹۴۹) یک اقتصاددان اهل بلغارستان است.